# Klaus Sommer
Klaus Sommer (auch Ten Oliver, bürgerlich Klaus Müller; * 9. Februar 1943 in Lugau; † Dezember 1999 in Bünde) war ein deutscher Schlagersänger.

## Leben
Er war von Beruf Steinsetzer und Gebrauchswerber. Bereits mit 15 Jahren gab er mit der Gitarre sein Debüt als junges Talent auf Bühnen im Erzgebirge. In Zwickau wurde er von der Sängerin Ruth Brandin entdeckt, die ihn dem Amiga-Produktionsleiter Wolfgang Kähne empfahl. Seine erste Schallplatte Hokuspokus sang er 1964 im Duett mit Tina Brix. Es folgten weitere Produktionen von Gerd Natschinski. Diese Titel entstanden unter dem Künstlernamen Ten Oliver. 1967 produzierte er sein erfolgreichstes Lied Es ist nie zu spät. Im April warb Amiga für diesen Titel noch unter dem Namen Ten Oliver. Sein neuer Künstlername wurde dann jedoch Klaus Sommer. Einige erfolgreiche Duette wurden mit seiner Ehefrau Kathrin Andrée, die sich auch Daisy nannte, produziert. Viermal sang er beim Schlagerwettbewerb der DDR und belegte 1970 mit Dankeschön für die Stunden mit dir den zweiten Platz. Insgesamt war er mit fünf Titeln bei Schlagerwettbewerben der DDR vertreten (vier Titel von Ralf Petersen, ein Titel von Wolfram Schöne). 1972 stand er auf der Bühne des Dresdner Kulturpalastes und vertrat dort beim Internationalen Schlagerfestival mit Sing wie ein Kind die DDR. Er trat in vielen Sendungen des Fernsehens auf wie  Schlagerstudio, Schlager einer kleinen Stadt, Einmal im Jahr, Ein Kessel Buntes (1973), Spiel mir eine alte Melodie (1983) und Wiedersehn macht Freude (1989). 1973 erschien eine LP, die er sich mit der Sängerin Sonja Schmidt teilte. Von 1964 bis 1975 kamen 24 Singles mit ihm auf den Markt. Insgesamt produzierte Klaus Sommer rund 100 Titel im Rundfunk, bei Amiga und beim Fernsehen. Nach einer Pause in den Medien, die 1976 begann, gab es ab 1983 wieder neue Produktionen im Rundfunk. Mit dem Lied Der Teufel schläft nie konnte er sich 1990 im gesamtdeutschen Angebot behaupten. Seine letzte Rundfunkproduktion ist der Titel Nie auseinander gehen von 1990.
Im Dezember 1999 verstarb Klaus Sommer. 2005 erschien eine CD mit 20 großen Erfolgen, die Ralf Petersen für Klaus Sommer geschrieben hatte.

## Singles (teilweise mit anderen Interpreten geteilt)
- 1965: Hokuspokus (als Ten Oliver mit Tina Brix) (Amiga)
- 1965: Sunshine-Girl / Das Mädchen, das du liebst (als Ten Oliver) (Amiga)
- 1965: Blauer Himmel und Sonnenschein (als Ten Oliver mit Tina Brix) (Amiga)
- 1965: Verlorene Liebe / Bonnie (als Ten Oliver) (Amiga)
- 1966: Du warst ein Engel / Du kannst dich auf mich verlassen (als Ten Oliver) (Amiga)
- 1967: Grüner Klee – weißer Schnee / Sternennacht – schöne Sternennacht (als Ten Oliver mit Daisy) (Amiga)
- 1967: Es ist nie zu spät / Mondschein auf dem Meer (Amiga)
- 1967: Heute und Morgen und alle Zeit / Ich war ein Vagabund der Liebe (Volkmar Böhm) (Amiga)
- 1967: Alle Schätze dieser Erde / Ich liebe dieses Land (Amiga)
- 1968: Sommerliebe (Gabriele Kluge) / Wo ist der himmelblaue Bikini (Amiga)
- 1968: Komm mit deinen Träumen zu mir / Verzeih mir, Dana, verzeih (Andreas Holm) (Amiga)
- 1968: Wir passen gut zusammen (mit Kathrin Andrée) / Feuerland (Theo Schumann-Combo) (Amiga)
- 1968: Ein bunter Sombrero (Volkmar Böhm) / Sie war das schönste Mädchen (Amiga)
- 1969: Küssen tu’ ich lieber (Nina Lizell) / Du hast mein Herz alarmiert (Amiga)
- 1969: Sie ist da / Das kann nur einmal passieren (Marion Velten) (Amiga)
- 1969: Aber Tag für Tag (Vera Schneidenbach) / Verliebt (Amiga)
- 1970: Schwanensee-Ballerina / Besinn dich nicht länger (Amiga)
- 1970: Unsere Sommerreise (Dagmar Frederic/Siegfried Uhlenbrock) / Dankeschön für die Stunden mit dir (Amiga)
- 1971: Sterne kann ich tanzen seh’n / Mit dir beginnt die Liebe (Amiga)
- 1972: Mach’s gut und komm bald wieder / Mach doch auf, Katharina (Amiga)
- 1973: Bleib bei mir / Wunderschöner Tag (Amiga)
- 1973: Schluß mit dem Warten / Wir geh'n (Amiga)
- 1973: Carnival (Horst Krüger-Band) / Goodbye, My Love Goodbye (Amiga)
- 1975: Komm an meine Seite / Dann fängt es wieder an (Amiga)

## Alben
- 1973: Klaus Sommer/Sonja Schmidt (Amiga)
- 2005: Dankeschön für die Stunden mit dir